# Christiaan Victor van Sleeswijk-Holstein-Sonderburg-Augustenburg
Christiaan Victor Albert Lodewijk Ernst Anton “Christo” van Sleeswijk-Holstein-Sonderburg-Augustenburg (Windsor Castle, Windsor, 14 april 1867 – Pretoria, 29 oktober 1900) was lid van de Britse koninklijke familie als zoon van prinses Helena, de derde dochter van koningin Victoria.

## Levensloop
Prins Christiaan Victor was de oudste zoon van prins Christiaan van Sleeswijk-Holstein-Sonderburg-Augustenburg en prinses Helena, de derde dochter van koningin Victoria. Zijn ouders woonden in het Verenigd Koninkrijk en hoewel hij een afstammeling van een Brits vorst in vrouwelijke lijn was, werd hij beschouwd als een lid van de koninklijke familie. In 1866 had koningin Victoria dan ook besloten dat de kinderen van Christiaan en Helena van Sleeswijk-Holstein-Sonderburg-Augustenburg de aanspreektitel “Hoogheid” droegen in plaats van “Doorluchtige Hoogheid”, wat de algemene aanspreektitel is voor Duitse prinsen.
De prins werd onderwezen aan het Wellington College in Berkshire, het Magdalen College van de Universiteit van Oxford en de Koninklijke Militaire Academie Sandhurst. Hij was hiermee het eerste lid van de koninklijke familie, dat niet thuis onderwezen werd. Het deed de koningin een groot genoegen dat haar kleinzoon aan het Wellington College les kreeg, omdat haar echtgenoot Albert geholpen had bij de stichting jaren geleden. Op Wellington speelde hij voetbal. Ook was hij aanvoerder van het cricketteam op Wellington, Magdalen College en Sandhurst. Hij heeft zelfs een wedstrijd op professioneel niveau gespeeld in 1887.
Christiaan Victor werd na afloop van zijn studie aan Sandhurst aangesteld in het regiment “60th King's Royal Rifles” in 1888 en later in “4th King’s Royal Rifle Corps”. Vervolgens diende hij in verschillende gebieden. In 1900 werd hij uitgezonden om te vechten in de Tweede Boerenoorlog. Daar kreeg hij in Pretoria malaria en stierf hij op 29 oktober aan buiktyfus op slechts 33-jarige leeftijd. Hij werd op 1 november begraven op een plaatselijke begraafplaats.
Prins Christiaan Victor was tijdens zijn leven onderscheiden met de benoeming tot Ridder Grootkruis in de Orde van het Bad (GCB) en Ridder Grootkruis in de Koninklijke Orde van Victoria (GCVO), waardoor hij de betreffende letters achter zijn naam mocht zetten.